# Зора Дремпетић
Зора Дремпетић (Бела Паланка, 1. август 1927 – Београд, 2. мај 2013) била је српска певачица народне музике и глумица са статусом истакнутог уметника.

## Биографија
Зора Дремпетић, интерпретаторка врањанских песама, рођена је у Белој Паланци 1. августа 1927. године у тадашњој Краљевини СХС (данашња Србија). Са родитељима, још као беба, долази у Београд. Љубав према песми понела је из куће где се много певало и свирало. По завршетку гимназије, прикључује се позоришту и са успехом наступа у представама, нарочито у "Коштани", што је доводи до Радио Београда. Музички стручњаци Властимир Павловић Царевац, Душан Радетић и Ђорђе Караклајић били су одушевљени њеним гласом.
Дошла је на Радио Београд 1952. године као готов певач и формално положила аудицију. Разлог за то јесте њен ранији ангажман у позоришним комадима с певањем — "Зона Замфирова" Стевана Сремца и "Коштана" Боре Станковића, у којима је и глумила и певала. Док ју је слушао како пева песме из нишко-врањанског краја, гласовити Царевац одустао је од свог правила да певач пева песме "из краја одакле је потекао". С одушевљењем је прихватио да Београђанка пева тај, веома тежак и јединствен репертоар, а она је то оправдала својим предивним сопраном, којим је изразито лако певала и веома зналачки украшавала мелодију. Као певач I—А класе, изабрана је да свој глас позајми Селми Карловац за улогу Коштане у филму "Циганка" (1953) Војислава Нановића. Филм, њен глас и песма довели су је на сам врх популарности у Бугарској, где је после више од 10 година од приказивања филма била једнако популарна, а током концерта, обично на пуним стадионима, публика јој је скандирала: "Коштана, Коштана!" Певала је широм СФРЈ и Европе; свугде су сале биле препуне и добијале је дуге аплаузе. У Бугарској је снимила своју прву грамофонску плочу (код нас свега неколико) и близу 70 трајних снимака за радио. Њене интерпретације песама "Да зна’еш мори, моме", "Отвори ми, бело Ленче" и "Садила мома лојзе" и данас се уврштавају у најлепше икада отпеване врањанске народне песме. Иако има статус истакнутог уметника, Зора се са сцене повукла врло рано.
У емисији „Гајтано мори моме“ из 1971. године, Зора пева врањанске песме, а поред њеног врхунског гласа, лепоту Врања дочарава нам и ношња из тог краја, као и аутентични амбијент. Емисија је снимана у родној кући Борислава Станковића у Врању, а песме које се могу чути су: „Дуде, мори Дуде“, „Димитријо, сине Митре“, „Што си Лено на големо“, „Станика ми болна легнала“, „Болна лежи дилбер Тута“ и „А што питаш џанум мајке“.
- Учесници: Зора Дремпетић и фолклорни ансамбл из Врања
- Сценариста Гордана Ђурђевић, организатори Ђорђе Радмилац, Весна Пантовић, расветљивач Радоје Живановић, асистент режије Брана Дамњановић, секретар режије Гордана Ђелајлија, избор костима Љубомир Кривокапић, монтажер Милада Леви, филмски сниматељ Душан Стефановић, редитељ Рајко Лаловић.
- Премијерно емитовање 23. мај 1971. године, уредник Слободан Хабић.[2]

По жељи Саше Јаноша филмски запис „Гајтано мори моме“ је ревитализован и преснимљен за приказивање у емисији „Трезор“ на РТС-у 15. јануара 2013. године.
Крајем седамдесетих, Зора Дремпетић све ређе прихвата позиве за јавне наступе схвативши да долазе нова времена, другачија од оног у коме су глас и интерперетација били најважнији адути и на основу чега се процењивало да ли је неко певач или би то само желео да буде. Током своје каријере снимила је свега неколико грамофонских плоча, а у Звучном архиву Радио Београда данас је сачувано само 25 Зориних снимака. Преминула је у Београду, 4. маја 2013. године, у 86-ој години.

## Фестивали
- 1965. Београдски сабор - Пролећно је сунце мило